# 4-я стрелковая дивизия пограничных войск НКВД
4-я стрелковая дивизия пограничных войск НКВД СССР, 4-я Крымская стрелковая дивизия пограничных войск НКВД — соединение пограничных войск НКВД Союза ССР в Великой Отечественной войне, участвовала в Крымской оборонительной операции.

## История дивизии
Дивизия сформирована в Ялте 17 августа 1941 года по приказу командующего 51-й Отдельной армии № 001, от 17 августа 1941 года, во исполнение решения Военного Совета 51-й отдельной армии от 17 августа 1941 года на базе 23-й, 24-й и 25-й отдельных пограничных комендатур управления пограничных войск Черноморского округа НКВД СССР. Формирование дивизии было санкционировано Главным Управлением Пограничных Войск запиской по ВЧ №19/764/5 от 10 сентября 1941 года.
Управление погранвойск округа было переименовано в управление 4-й стрелковой дивизии и на должности назначены: командиром дивизии — начальник войск округа комбриг Киселев, военкомом дивизии — полковой комиссар Родионов, начальником штаба — полковник Абрамов и военкомом штаба — батальонный комиссар Кальченко. 3-й стрелковый полк— на базе 23-й отдельной погранкомендатуры, командир полка — майор Рубцов, военком — ст. политрук Тилинин, начальник штаба — капитан Кочетков. Полк получал участок от мыса Айя до исключительно Аюдаг, штаб полка — Алупка. 6-й стрелковый полк — на базе 24-й погранкомендатуры, командир полка — майор Мартыненок, военком — полковой комиссар Ермаков, начальник штаба — капитан Кашин; полк получал участок Аюдаг, исключительно Новый Свет; штаб полка — Алушта. 9-й стрелковый полк — на базе 25-й погранкомендатуры, командир полка — майор Панарин, военком — ст. политрук Молоснов, начальник штаба — капитан Лебеденко; полк получал участок Новый Свет, Судак; штаб полка — Судак.
В действующей армии с 20 августа по 10 октября 1941 года.
Дивизия осуществляла охрану Черноморского побережья от Балаклавы до Судака. 3-й стрелковый полк, сформированный на базе 23-й отдельной пограничной комендатуры, оборонял побережье на участке от мыса Айя до Аю-Дага. 6-й стрелковый полк, сформированный на базе 24-й отдельной пограничной комендатуры, оборонял побережье на участке от Аю-Дага до Нового Света. 9-й стрелковый полк, сформированный на базе 25-й отдельной пограничной комендатуры, оборонял побережье на участке от Нового Света до Судака. Штаб дивизии располагался в Симферополе.
В сентябре 1941 года дивизия получила приказ выдвинуть подразделения на рубеж Старый Крым, Карасубазар, Эски-Сарай, Альма, Бахчисарай, Сюрень. Дивизии была поставлена задача не допустить противника в горы и далее к морю, продолжая охрану побережья на прежнем участке.
Вместе с Приморской армией в октябре эвакуировался в Крым Одесский погранотряд, принимавший активное участие в обороне Одессы. Дивизия получила обстрелянное пополнение, способное укрепить её боеспособность.
10 октября 1941 года согласно Директиве Генерального Штаба РККА № орг/2/540132, от 19 сентября 1941 года, переформирована в 184-ю стрелковую дивизию второго формирования..

## Состав
- 3-й стрелковый полк пограничных войск НКВД
- 6-й стрелковый полк пограничных войск НКВД
- 9-й стрелковый полк пограничных войск НКВД[7]
- отдельный батальон связи
- отдельный автотранспортный батальон
- дивизионная хирургическая группа
- отдельный миномётный батальон
- отдельный взвод Особого отдела ГУГБ НКВД
- 92-я отдельная мотострелковая рота
- отдельная рота химической защиты[8]
- 1837-я почтовая полевая станция[9]

## Подчинение
| Дата       | Фронт (округ) | Армия                | Корпус (группа) | Примечания |
| ---------- | ------------- | -------------------- | --------------- | ---------- |
| 01.09.1941 | —             | 51-я отдельная армия | —               | —          |
| 01.10.1941 | —             | 51-я отдельная армия | —               | —          |

## Командиры
- Киселёв, Николай Сергеевич, комбриг — (17.08.1941 — 18.10.1941)